# Anchoviella jamesi
Anchoviella jamesi is een straalvinnige vissensoort uit de familie van de ansjovissen (Engraulidae). De wetenschappelijke naam van de soort is voor het eerst geldig gepubliceerd in 1926 door Jordan & Seale.